# Gražina Imbrasienė
Gražina Imbrasienė (* 10. Juni 1950 in Šiaulėnai, Rajongemeinde Radviliškis) ist eine litauische konservative Politikerin und Juristin.

## Leben
Nach dem Abitur an der Internat-Mittelschule Švenčionėliai absolvierte Imbrasienė 1977 das Diplomstudium der Rechtswissenschaft an der Vilniaus universitetas.
Von 1977 bis 1996 arbeitete sie als Rechtsberaterin in der Staatskontrolle für Finanzen, als Leiterin der juristischen Abteilung am Finanzministerium (Litauen) und dann als Rechtsberaterin im Verband Lietuvos bankų asociacija. Von 1996 bis 2000 war sie Mitglied im Seimas und leitete den Rechtsausschuss (Teisės ir teisėtvarkos komitetas, Ausschuss für Recht und Ordnung). Von 2000 bis 2005 war sie litauische Kinderrechtsschutzbeauftragte.
Seit 1993 ist Imbrasienė Mitglied von Tėvynės Sąjunga (Lietuvos konservatoriai).
Imbrasienė ist geschieden und hat den Sohn Alvydas.